# KLM Open 2006

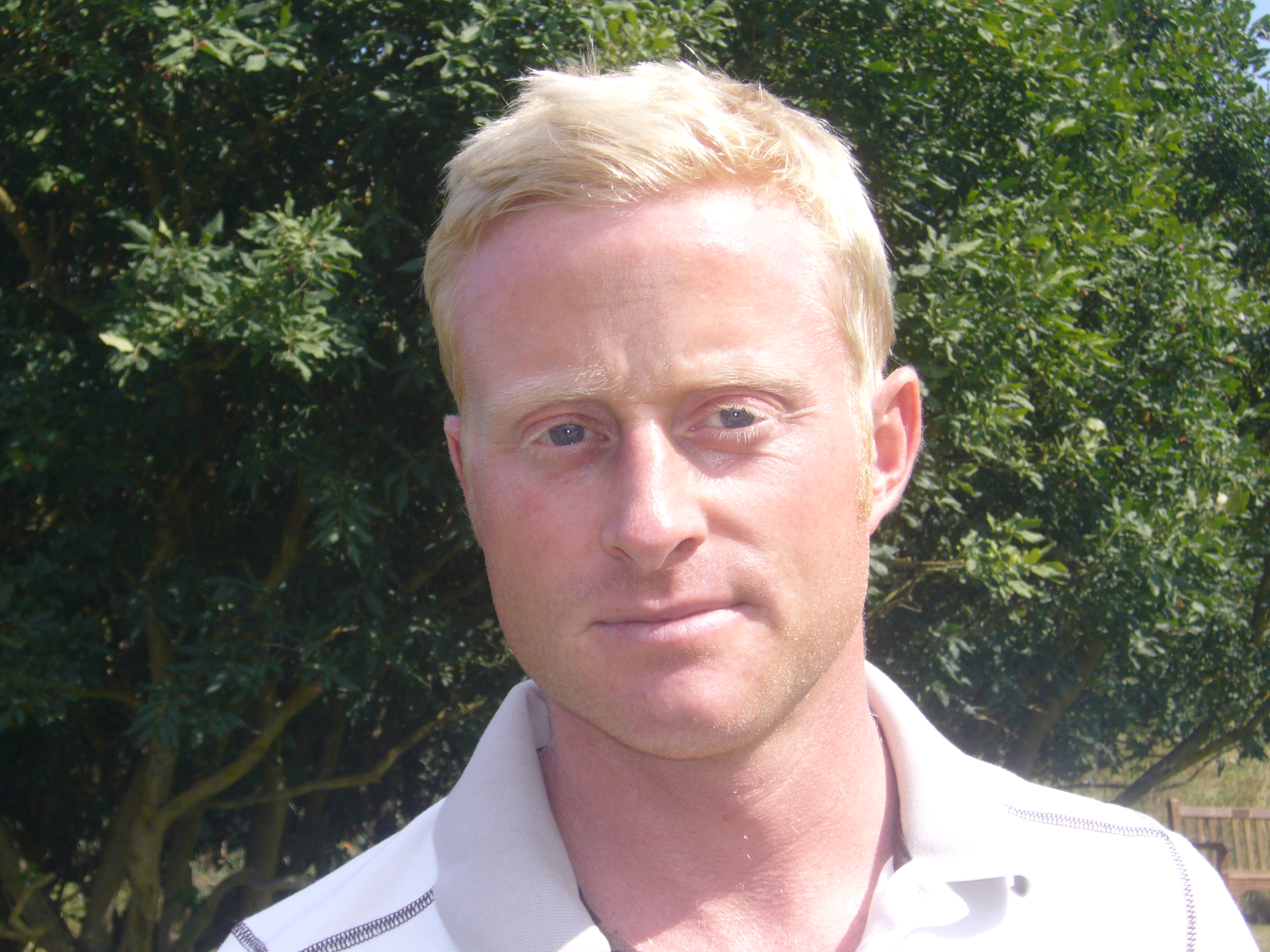
Winnaar Simon Dyson

Het KLM Open is een golftoernooi van de Europese PGA Tour. De editie van 2006 werd van 10-13 augustus gespeeld op de Kennemer Golf & Country Club. Titelverdediger was Gonzalo Fernández-Castaño. Het prijzengeld was € 1.602.400, waarvan € 266.660 voor de winnaar bestemd was.
Beste Nederlander was Robert-Jan Derksen, hij eindigde op de 47ste plaats. Beste amateur was Tim Sluiter, hij eindigde op de 53ste plaats.

## Play-off
Damien McGrane stond aan het begin van de laatste ronde drie slagen voor op de rest maar toch eindigde het toernooi in een play-off tussen twee andere spelers. Simon Dyson en Richard Green moesten hole 18 nogmaals spelen. Dyson maakte een birdie en behaalde de tweede overwinning van 2006. Hij verdiende € 266.660, Green kreeg € 177.770.
| Speler             | Score           | Score | Rang |
| ------------------ | --------------- | ----- | ---- |
| Simon Dyson po     | 67-71-66-66=270 | -14   | 1    |
| Richard Green po   | 73-70-62-65=270 | -14   | 2    |
| Damien McGrane     | 69-68-64-70=271 | -13   | 3    |
| Christian Cévaër   | 65-71-69-67=272 | -12   | 4    |
| Gary Houston       | 72-68-67-66=273 | -11   | 5    |
| Robert-Jan Derksen | 69-71-70-73=283 | -1    | T47  |
| Tim Sluiter (Am)   | 69-70-73-73=285 | +1    | T53  |
| Niels Kraaij       | 72-70-76-70=288 | +4    | T66  |

1912 ··· 1972 · 1973 · 1974 · 1975 · 1976 · 1977 · 1978 · 1979 · 1980 · 1981 · 1982 · 1983 · 1984 · 1985 · 1986 · 1987 · 1988 · 1989 · 1990 · 1991 · 1992 · 1993 · 1994 · 1995 · 1996 · 1997 · 1998 · 1999 · 2000 · 2001 · 2002 · 2003 · 2004 · 2005 · 2006 · 2007 · 2008 · 2009 · 2010 · 2011 · 2012 · 2013 · 2014 · 2015 · 2016 · 2017 · 2018 · 2019 · 2020